# 吊钟山矾
吊钟山矾（学名：Symplocos punctulata）为山矾科山矾属下的一个种。

## 扩展阅读
- 維基物種上的相關：吊钟山矾